# Ginger Ale

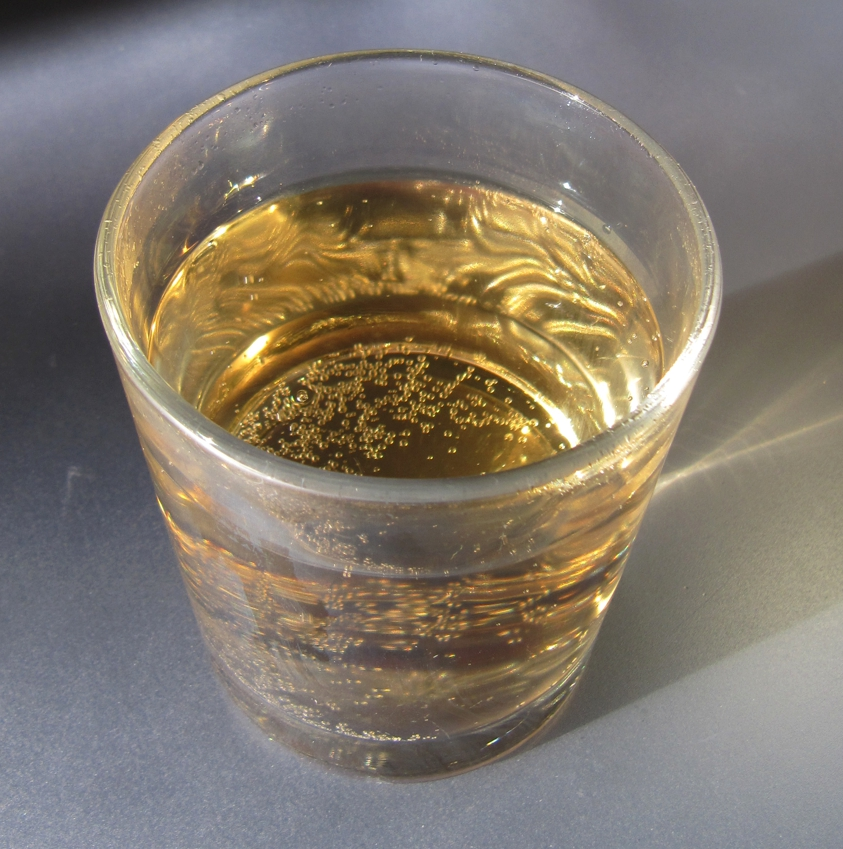
Ginger Ale im Glas

Ginger Ale (englisch [ˈʤɪn.ʤerˈeɪɫ] anhörenⓘ, deutsch „Ingwerbier“) ist ein kohlensäurehaltiges Erfrischungsgetränk, das seinen Geschmack und seinen Namen dem Zusatz von natürlichem Ingwer verdankt. Es zählt aufgrund seiner Zusammensetzung neben Bitter Lemon und Tonic Water zu den Bitterlimonaden und wurde vom aus Deutschland stammenden Uhrmacher und Silberschmied Jacob Schweppe (1740–1821) erstmals 1783 in Genf produziert. Ab 1792 eröffnete Schweppe zusammen mit Partnern eine zweite Produktionsstätte in London.

## Beschreibung
Ginger Ale enthält Wasser, Zucker, Kohlensäure, Säuerungsmittel, natürliches Ingweraroma und andere natürliche Aromen. Die goldene Farbe wird durch den Farbstoff Zuckercouleur erzeugt. Trotz seiner Namensverwandtschaft mit der englischen Biersorte Ale handelt es sich bei Ginger Ale nicht um ein Bier. Bei der traditionellen Herstellung dieses alkoholfreien Getränks wirken verschiedene Fermentationsprozesse, wohingegen industriell hergestelltes Ginger Ale ohne diese auskommt.
Ginger Ale wird unter anderem als Cocktail-Zutat verwendet und ist ein beliebter Filler für Longdrinks, zum Beispiel im Horse’s Neck, im Pimm’s Cup oder im Ipanema, einer alkoholfreien Caipirinha-Variante. Oft wurde Ginger Ale im deutschsprachigen Raum auch bei der Zubereitung von Moscow Mules verwendet, da das etwas schärfere und würzigere Ginger Beer lange Zeit nicht zur Verfügung stand.

## Hersteller
Bekannte Hersteller sind Schweppes und Canada Dry, inzwischen wird Ginger Ale aber von einer Vielzahl von Softdrink-Herstellern angeboten, darunter Red Bull und Thomas Henry, und ist zudem in vielen Discountern und Supermärkten als Eigenmarke erhältlich.

## Ähnliche Getränke
Ähnliche Getränke sind Ginger Beer (ursprünglich alkoholhaltig und fermentiert, heute meist alkoholfrei, jedoch schärfer als Ginger Ale), der österreichische Almdudler und die deutsche Fassbrause, die als Kräuterlimonaden gelten.